# Endeis australis
Endeis australis är en havsspindelart som först beskrevs av Hodgson, T.V. 1907.  Endeis australis ingår i släktet Endeis och familjen Endeididae. Inga underarter finns listade i Catalogue of Life.